# XXIIe congrès du Parti communiste français
Le XXIIe congrès du PCF s'est tenu à L'Île-Saint-Denis, du 4 au 8 février 1976.

## Les congrès du PCF
Les congrès du Parti communiste français sont des moments importants de la vie politique du parti. Ils se présentent comme des réunions ponctuelles de délégués, tous les 2 ou 3 ans. C'est l'échelon administratif où est décidée la politique nationale du parti dans son ensemble, du sommet jusqu'à ses bases. 
Les congrès sont formés des délégués fédéraux issus de toutes les fédérations du territoire, dans lesquelles ils sont élus par les membres, leur mandat ne durant que le temps du congrès. Chaque fédération envoie un nombre de délégués proportionnel à son nombre d'adhérents, à raison de 6 délégués fixes, auxquels s'ajoute 1 délégué par tranche de 500 adhérents. 
Un congrès s'ouvre avec la présentation du rapport du Comité Central sortant sur l'activité du parti depuis le dernier congrès, puis il procède à l'élection du Comité Central entrant, qui procède lui-même à l'élection du Bureau Politique, du Secrétariat et du Secrétaire Général. Le congrès possède aussi le pouvoir d'adopter, modifier ou rejeter les propositions de changements des statuts du Parti communiste français.

## Contexte et déroulement du XXIIe congrès
Le XXIIe congrès se déroule dans un contexte particulier où la direction communiste est tiraillée entre son allégeance prosoviétique, représentée par une ligne orthodoxe et la tentation de se renouveler en s'éloignant du modèle de son grand frère, portée par une ligne plus favorable à une forme d'eurocommunisme. L'accueil réservé à la délégation du Parti communiste de l'Union soviétique est donc très froid, ce qui est un symbole fort pour les relations entre les deux partis.
Cette ligne Eurocommuniste est à son apogée en 1976, les partis communistes d'Europe occidentale (notamment le PCF et le Parti communiste italien) tentant une réforme, au moins dans leurs stratégies géopolitiques, pour acter franchement la Déstalinisation afin d'ériger un nouveau modèle stratégique et culturel. Le XXIIe congrès affirme donc une ligne d'ouverture globale.
Cette ouverture peut être constatée à travers l'abandon de la notion de "dictature du prolétariat". L'abandon de cette notion très importante aux yeux des communistes, car directement issue de Karl Marx, est vivement débattue pour plusieurs raisons. D'abord, ce changement en apparence anodin soulève des craintes par rapport à la perte de l'identité ouvrière du PCF, c'est une évolution perçues par certains comme risquée et la direction doit rassurer ses adhérents. Ensuite, l'abandon n'a pas été décidé par le congrès, la question a d'abord surgit brusquement dans la tribune de discussion du journal L'Humanité, puis fut tranchée sans discussions par Georges Marchais seul, lors d'une allocution télévisée le 7 janvier 1976 sans aucune consultation. Ce geste de la part du Secrétaire général a été considéré par certains militants comme un manque de démocratie interne. 
Enfin, le congrès acte un fléchissement moralement conservateur autour de la pornographie et de la décadence supposée du capitalisme afin de réaffirmer son identité ouvrière auprès de ses adhérents. Cependant, ce tournant ne fait pas du tout l'unanimité et provoque de nombreux débats. En effet, si le texte préparatoire présenté par Jean Kanapa est adopté dans toutes les fédérations, le chapitre touchant à la pornographie et à l'immoralité a suscité certains questionnements, plusieurs militants demandant alors sa suppression ou au moins une rédaction moins catégorique. 

## Membres de la direction

### Bureau politique
- Titulaires : Gustave Ansart, Guy Besse, Étienne Fajon, Henri Krasucki, Paul Laurent, Roland Leroy, Georges Marchais, René Piquet, Gaston Plissonnier, Claude Poperen, Georges Séguy, André Vieuguet et Madeleine Vincent
- Nouveaux titulaires : Mireille Bertrand, Jacques Chambaz, Jean Colpin, Guy Hermier et Jean Kanapa
- Suppléants : Charles Fiterman, Maxime Gremetz et André Lajoinie

### Secrétariat du Comité central
- Georges Marchais (secrétaire général du Parti), Paul Laurent, Roland Leroy, René Piquet, Gaston Plissonnier, Jean Colpin, Charles Fiterman.